# Sematophyllum subfulvum
Sematophyllum subfulvum är en bladmossart som beskrevs av Brotherus 1925. Sematophyllum subfulvum ingår i släktet Sematophyllum och familjen Sematophyllaceae. Inga underarter finns listade i Catalogue of Life.